# هیدئو نومو
هیدئو نومو (انگلیسی: Hideo Nomo؛ زادهٔ ۳۱ اوت ۱۹۶۸) بازیکن بیس‌بال اهل ژاپن است.
از باشگاه‌هایی که در آن بازی کرده‌است می‌توان به بوستون رد ساکس اشاره کرد.